# Evémero
Evémero (Mesina de Sicilia, ca. 330 a. C. - Alejandría de Egipto, ca. 250 a. C.) fue un escritor y hermeneuta griego de la época helenística, padre de la corriente hermenéutica conocida como «evemerismo».
En griego antiguo, su nombre se escribe Εὐήμερος ὁ Μεσσήνιος (Euhḗmeros ho Messḗnios: Evémero de Mesina).

## Biografía
El lugar de nacimiento es objeto de discusión según las fuentes disponibles: la mayoría lo declara nativo de Mesina, pero Clemente de Alejandría lo da como originario de Agrigento (menos correctamente se lo tiene por nativo de Mesene, ciudad del Peloponeso, y colono en Mesina). Contemporáneo de Dicearco de Mesina, Evémero vivió en el periodo inmediatamente sucesivo a la muerte de Alejandro Magno, y fue viajero asiduo.
En el año 316 a. C., Evémero ya era famoso. Según Diodoro Sículo, Evémero era amigo de Casandro (rey de Macedonia desde 301 a 297 a. C.); por orden suya se encargó de algunos asuntos relativos al reino, por lo que tuvo que hacer largos viajes que lo llevaron hasta Arabia e incluso hasta el océano Índico.
Siguiendo las huellas de Alejandro Magno, volvió después de largos viajes a Alejandría, donde escribió un relato de los viajes del gran macedonio en su Inscripción sagrada, y recibió por ello ásperas críticas por parte de Calímaco.

## Obra
Por desgracia, la obra de Evémero de Mesene nos ha llegado solo gracias a fragmentos de tradición indirecta, de los que los más conspicuos son los transmitidos por Diodoro Sículo y por la traducción de la obra al latín que realizó Quinto Ennio, de la que nos ha llegado un amplio fragmento rescatado por Lactancio; originalmente estaba compuesta por tres libros.
El título Ἱερὰ ἀναγραφή (Hierà anagraphé, traducido por Ennio como Sacra scriptio y conocido en castellano como Inscripción sagrada) es problemático: el adjetivo «sagrado» y un segundo término, que en el léxico historiográfico griego indica un registro o una transcripción, crean un aparente cortocircuito semántico respecto a los intentos de la historiografía tucidídea.
Esto sucede por la coincidencia entre la figura del científico y del filósofo típica de la cultura griega. El relato de viaje tal como podemos colegir por los fragmentos conocidos denota en Evémero el intento de dar a las palabras una doble connotación filosófica y teológica.
En esta obra imaginó el viaje a una isla en el océano Índico, Pancaya, donde en una lápida de un templo se descubre una inscripción en la que se recuerda agradecidamente a los primeros reyes de la isla: Urano, Crono y Zeus. Así, detrás de las creencias en los dioses como supuestas entidades reales, se esconde un antiguo rey, un personaje histórico humano, cuyo recuerdo legendario a través de los tiempos ha deparado su divinización.

## Ideas
Evémero no es el único, y mucho menos el más conocido, de los historiadores «utópicos». Sus intereses etnográficos lo acercan al contemporáneo Hecateo de Abdera, autor de una monografía sobre los egipcios que también fue fuente citada por Diodoro Sículo. De Hecateo, Evémero toma el gusto por la mezcla de datos etnográficos, y su óptica histórica, coherente con el perfil de los memorialistas de la época helenística, no muestra tanto interés en la verosimilitud de la narración como en suscitar en el lector las emociones que en su siglo se pedía a las representaciones teatrales, insistiendo en los detalles más exóticos y novelescos.
Si su obra, como la de tantos otros historiadores contemporáneos suyos, fue rápidamente eclipsada por lo que respecta a la narración de las gestas de Alejandro, sus ideas más filosóficas tuvieron en cambio gran eco gracias a Ennio, sobre todo, porque a través de ella se integraron en la concepción teológica romana de la época augustea.
En suma, mediante el procedimiento evemerista puede encontrarse el verdadero sentido oculto de los mitos, que sería de naturaleza histórica y social. Implícita en esta concepción está la teoría antropológica de la religión desarrollada siglos después por Ludwig Feuerbach. En realidad, la idea aparecía ya en el sofista Pródico de Ceos, quien afirmaba que los dioses son cosas u hombres que en la antigüedad fueron importantes, por lo que luego pasaron a ser deificados.